# Breiðamerkursandur
Breiðamerkursandur är ett sandområde i republiken Island. Det ligger i regionen Austurland, i den sydöstra delen av landet. 
Breiðamerkursandur ligger i kommunen Hornafjörður. Sandfältet bildades av glaciärerna Breiðamerkurjökull, Fjallsjökull och Hrútárjökull under de senaste århundradena. När klimatet blev kallare under den lilla istiden, avancerade glaciärerna ner och ut till låglandet och staplade grus framför sig. Glaciärerna är källor till leriga floder som vanligtvis skiftar sina lopp och tar med sig sediment som glaciärens tyngd mal ner över ett stort område. Den glaciala sjön Jökulsárlón, en av Islands mest kända turistattraktioner, ligger på Breiðamerkursandur.
Glaciärerna som bildade sandslätten är en del av Vatnajökull, och därför en del av Vatnajökulls nationalpark. 2017 ändrades parkens gränser till att även omfatta själva slätten och sjön Jökulsárlón.